# St. Andrews Golf Club
De St. Andrews Golf Club was een golfclub in Canada. De golfclub werd opgericht in 1926 en bevond zich in Toronto, Ontario. De club beschikte over een 18-holes golfbaan en werd ontworpen door de golfbaanarchitect Stanley Thompson.

## Geschiedenis
In 1926 werd het landgoed opgekocht door de "St. Andrews Estates"-syndicaat, dat geleid werd door advocaat, verzekeraar en mijnbouw zakenman Alexander Fasken. Fasken wierf golfbaanarchitect Stanley Thompson aan om een golfbaan aan te leggen voor golftoernooien. Al snel werd de afgewerkte golfbaan opengesteld voor het publiek en was een van de eerste betalende golfbaan in Canada. De toegangsprijs was toen $ 1. Het huis van Duncan Cameron werd omgevormd tot een clubhuis en vernoemde de clubhuis tot de St. Andrews Golf Club.
De St. Andrews-golfbaan werd snel bekend in Canada, nadat de baan gebruikt werd voor het Canadees Open, in 1936 en 1937. In midden de jaren 1950 werd de golfclub ontbonden, omdat de golfbaan afgebroken werd om plaats te maken voor een woonwijk.

## Golftoernooien
Voor het golftoernooi voor de heren was de lengte van de baan 5701 m met een par van 72.
- Canadees Open: 1936 & 1937